# A Cumberland Romance
A Cumberland Romance er en amerikansk stumfilm fra 1920 af Charles Maigne.

## Medvirkende
- Mary Miles Minter som Easter Hicks
- Monte Blue som Sherd Raines
- John Bowers som Clayton
- Guy Oliver som Pap Hicks
- Martha Mattox som Ma Hicks
- Robert Brower